# Waterford (Michigan)
Waterford é uma municipalidade localizada no estado americano de Michigan, no Condado de Oakland.

## Demografia
Segundo o censo americano de 2000, a sua população era de 73.150 habitantes.

## Geografia
De acordo com o United States Census Bureau tem uma área de 91,5 km², dos quais 81,2 km² cobertos por terra e 10,3 km² cobertos por água.

## Localidades na vizinhança
O diagrama seguinte representa as localidades num raio de 12 km ao redor de Waterford.